# Вилхелм фон Золмс-Зоненвалде
Вилхелм Карл Петер Теодор фон Золмс-Зоненвалде (на немски: Wilhelm Karl (Carl) Peter Theodor Graf zu Solms-Sonnenwalde; * 29 октомври 1787 във Вюрцау, Курландия; † 26 ноември 1859 в дворец Зоненвалде) е граф на Золмс-Зоненвалде, Алт-Поух и политик.
Той е син на граф Кристиан Вилхелм Карл Лудвиг Емил Александер фон Золмс-Зоненвалде-Поух (* 13 март 1755, Берлин; † 14 август 1799, Зуков) и съпругата му графиня Фридерика Кристиана Елизабет фон Шлипенбах (* 18 май 1767; † 5 февруари 1843, Целе), сестра на граф Карл Фридрих Вилхелм фон Шлипенбах (1768 – 1839), дъщеря на граф Карл Ернст Георг фон Шлипенбах (1739 – 1794) и Кристиана фон Хезелер (1746 – 1811). Внук е на граф Виктор Фридрих фон Золмс-Зоненвалде (1730 – 1783) и графиня Фридерика Вилхелмина Шарлота фон Дьонхоф (1726 – 1794).
Брат е на граф Карл Вилхелм фон Золмс-Зоненвалде-Поух (* 28 февруари 1789; † 30 март 1814 в битка в Париж), и на Вилхелмина Кристиана Шарлота Мари фон Золмс-Зоненвалде (* 17 ноември 1785; † 28 май 1862), омъжена на 31 август 1804 г. в Шьонермарк за фрайхер Георг Фридрих фон Арним цу Зуков (* 10 ноември 1778, Зуков; † 26 юли 1834, Кьолн).
Вилхелм фон Золмс-Зоненвалде е камерхер и пруски майор. От 1835 г. той е народен представител на съсловията в Бранденбург и Долна Лужица. През 1847/1848 г. той е в „Херенкурия“ на Първото и Второто Обединено Събрание. От 1854 г. до смъртта си той е в „пруския херенхауз“.
Вилхелм фон Золмс-Зоненвалде умира на 82 години на 26 ноември 1859 г. в дворец Зоненвалде и е погребан в Зоненвалде.

## Фамилия
Вилхелм фон Золмс-Зоненвалде се жени на 31 юли 1809 г. в Лаузке за графиня Клементина фон Бреслер (* 4 август 1790; † 25 октомври 1872, дворец Зоненвалде), дъщеря на граф Готлиб Вилхелм фон Бреслер и Йохана Викторина Тугендрайх фон Бургсдорф. Те имат седем деца:
- Алфред Вилхелм Лудвиг фон Золмс-Зоненвалде (* 5 май 1810; † 31 януари 1870, Берлин), член на пруския херенхауз, женен на 4 октомври 1840 г. във Волфсхаген за графиня Амалия фон Шверин-Волфсхаген (* 6 август 1820, Креков; † 23 юли 1900, Берлин), дъщеря на граф Йохан Кристоф Херман фон Шверин (1776 – 1858) и графиня	Розалия Улрика фон Дьонхоф (1789 – 1863)
- Клеменс († 11 август 1814, Лауске)
- Фридрих Франц Александер Теодор фон Золмс-Зоненвалде (* 6 февруари 1814, Прага; † 28 декември 1890, Зоневалде), член на пруския херенхауз, женен на 2 април 1837 г. в Дрезден за Клара фон Рекс-Тилау (* 7 декември 1815, Лаутиц; † 15 ноември 1886, Зоневалде); имат дъщеря и два сина
- Виктор Кристиан Константин фон Золмс-Зоненвалде цу Алт-и Ной-Поух (* 8 юли 1815, Китлиц; † 10 март 1890, дворец Зоневалде), съветник, женен на 14 юни 1842 г. в Китлиц за Алвина Мари Хенриета Агнес фон Ланген (* 1 февруари 1816; † 14 август 1888, Зоневалде); имат две дъщери и син
- Клементина Катарина Паулина Йохана Елизабет фон Золмс-Зоненвалде (* 2 октомври 1817, Котиц; † 20 март 1894, Хановер), омъжена на 12 юли 1846 г. в Зоневалде за граф Херман фон Шлипенбах († 23 март 1862, Трир), полковник лейтенант
- Паул Херман Родерих фон Золмс-Зоненвалде (* 27 януари 1820; † 1 май 1857), ритмайстер
- Клеменс Еберхард Теодор фон Золмс-Зоненвалде цу Алт-Поух (* 2 юли 1825, Котиц; † 29 юни 1912, Берлин), лейтенант, дипломат, женен на 20 януари 1872 г. за Одета Луиза Лафите (* 20 юни 1840)